# Hans van Baalen
Johannes Cornelis van Baalen, dit Hans van Baalen, né le 17 juin 1960 à Rotterdam, où il meurt le 29 avril 2021, est un homme politique néerlandais. Membre du Parti populaire pour la liberté et la démocratie (VVD), il est député européen de 2009 à 2019. Il préside le Parti de l'Alliance des libéraux et des démocrates pour l'Europe (ALDE) de 2015 à son décès en 2021.

## Biographie
Hans van Baalen effectue ses études secondaires à l'Atheneum de Krimpen aan den IJssel puis étudie le droit à l'université de Leyde. Représentant à la Seconde Chambre des États généraux de 1999 à 2002 et à nouveau de 2003 à 2009, il est élu député européen lors des élections européennes de 2009.
Au cours de la 7e législature au Parlement européen, il siège au sein de l'Alliance des démocrates et des libéraux pour l'Europe, dont il est membre du bureau depuis le 20 juillet 2009. Il est président de la délégation pour les relations avec le Japon et siège donc à la conférence des présidents des délégations. Il est également membre de la commission des affaires étrangères et de la sous-commission sécurité et défense. En mai 2015, van Baalen fait partie des 89 dignitaires de l'Union Européenne interdits de visa par la Russie. En novembre  de la même année, il est élu président du Parti de l'Alliance des libéraux et des démocrates pour l'Europe. Il est également membre du conseil de surveillance de la Fondation Friedrich-Naumann à partir de 2017.

## Décorations
- 3e classe de l'ordre du Mérite (Ukraine)[5]
- Chevalier de l'ordre d'Orange-Nassau[6]
- Officier de l'ordre du Ouissam Alaouite (2008)[7],[8]